# Abbreviatio
Die Abbreviatio, auch Abreviatio (lat. für Abkürzung), ist ein häufig vorkommender Topos der mittelalterlichen Literatur, insbesondere der mittellateinischen Lyrik, bei welchem wesentliche Textaussagen stark gerafft wiedergegeben werden. Bereits Matthäus von Vendôme lobte in seiner Ars Versificatoria, zurückgreifend auf die Rhetorik der Antike und im Besonderen auf Horaz, die brevitas (Kürze) als stilistisches Ideal.
Als Gegenstück zur Abbreviatio diente das Stilmittel der Amplificatio (Erweiterung). Beide Stilformen wurden in der Poetria nova des Galfredus de Vino Salvo beschrieben.